# Nektar
Nektar é uma banda britânica de rock progressivo e rock psicodélico formada em 1969. A banda é comumente confundida com um grupo alemão e incluída no movimento Krautrock.

## História
Por volta de 1965, o baixista Derek “Mo” Moore e o baterista Ron Howden, ambos ingleses, estavam tocando na Alemanha. Ali mesmo, um ano depois, encontraram o tecladista escocês Alan “Taff” Freeman. Formaram o trio Prophesy e continuaram excursionando pela Alemanha. No Star Club, em Hamburgo, conheceram o guitarrista inglês Roye Albrighton. O trio já ouvira falar de Roye. Quando ele surgiu, logo trataram de contratá-lo. Voltaram para Londres e mudaram o nome do grupo para Nektar (outro nome cotado era Poleen). Mas não permaneceram na Inglaterra por muito tempo. Voltaram para Hamburgo e reencontraram um amigo, Mick Brockett, que fazia a iluminação e as montagens de palco para o Prophesy. Brockett se tornou rapidamente o quinto elemento do Nektar. No verão de 1971, o Nektar gravou seu primeiro disco, Journey to the Centre of the Eye, para a etiqueta alemã Belaphon. O tema do álbum girava em torno de um astronauta que experimentara um contato do terceiro grau. Com o sucesso em terreno alemão, o grupo, obviamente, se estabeleceu em território germânico. Gravaram mais alguns discos até que, em setembro de 1974, debutaram nos Estados Unidos. A estreia em concerto coincidia com o lançamento do primeiro LP do Nektar naquele país, Remember the Future. A receptividade foi tão grande, que propiciou o lançamento de álbuns anteriores, além dos que eventualmente se seguiram.

## Discografia

### Álbuns de estúdio
| Ano  | Álbum                            |
| ---- | -------------------------------- |
| 1971 | Journey to the Centre of the Eye |
| 1972 | A Tab in the Ocean               |
| 1973 | ...Sounds Like This              |
| 1973 | Remember the Future              |
| 1974 | Down to Earth                    |
| 1975 | Recycled                         |
| 1977 | Magic is a Child                 |
| 1980 | Man in the Moon                  |
| 2001 | The Prodigal Son                 |
| 2004 | Evolution                        |
| 2008 | Book of Days                     |
| 2012 | A Spoonful Of Time               |
| 2013 | Time Machine                     |
| 2020 | The Other Side                   |

### Álbuns ao vivo
| Ano  | Álbum                                                       |
| ---- | ----------------------------------------------------------- |
| 1974 | Sunday Night At The London Roundhouse                       |
| 1977 | Nektar - Live in New York                                   |
| 1978 | More Live Nektar in New York                                |
| 2002 | Unidentified Flying Abstract - Live At Chipping Norton 1974 |
| 2002 | Nearfest 2002 (Studio M Recording)                          |
| 2004 | Greatest Hits Live                                          |
| 2005 | 2004 Tour Live                                              |
| 2005 | Door To The Future                                          |
| 2009 | Fortyfied                                                   |

### Compilações
| Ano  | Álbum                                   |
| ---- | --------------------------------------- |
| 1976 | Nektar                                  |
| 1978 | Thru the Ears                           |
| 1994 | Highlights - The Best of Nektar         |
| 1998 | The Dream Nebula: The Best of 1971-1975 |